# Cioccolismo

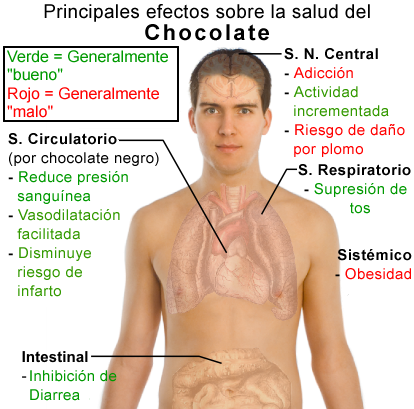
Conseguenze del cioccolato sulla salute

Il cioccolismo indica una dipendenza da cioccolato, come l'alcolismo e il tabagismo lo sono rispettivamente per alcol e tabacco.
Anche se poco conosciuta come dipendenza, fonti americane indicano che ad essere colpite maggiormente sono le donne (40%), mentre la popolazione maschile è colpita per il 15% e questo soprattutto nei paesi occidentali. Infatti è stato accertato che esistono alcuni componenti chimici di questo alimento che possono generare dipendenza, come la caffeina (presente in quantità simili al caffè) e alcuni aminoacidi che stimolano la produzione di serotonina (l'"ormone del piacere"), che dà una sensazione di benessere.
Nel dettaglio, il cioccolato contiene due analoghi di anandamide simili a quello dei cannabinoidi responsabili dell'euforia provocata dalla cannabis; inoltre, il desiderio di cioccolato è generato anche dalla sua interazione con i sistemi di neurotrasmettitori (primi fra tutti dopamina, serotonina ed endorfine), responsabili dell'appetito, della soddisfazione e della regolazione dell'umore.
A seguito di una ricerca sperimentale del Cnr di Cagliari eseguita sui ratti, nel 2008, e pubblicata su Behavioural Pharmacology, si è potuto constatare che i topi, alloggiati più volte al giorno, per 20 minuti al massimo, all'interno di gabbie provviste di una leva e di un dispensatore per liquidi (che sulla base di dieci pressioni della leva erogava cioccolata), abbiano premuto la leva 800-1000 volte e consumato circa 30 millilitri di cioccolata, circa un decimo del loro peso corporeo.
Successivamente è stato provato l'effetto del rimonabant (utilizzato in alcuni paesi europei come farmaco per il controllo dell'appetito), che inibisce il recettore "CB1" degli endocannabinoidi, e si è potuto constatare che riduce di molto i valori di auto-somministrazione di cioccolata. Da questo si evince che il rimonabant potrebbe essere utilizzato per contrastare il cioccolismo.